# Bonny Bee Hom
«Bonny Bee Hom» (Child 92, Roud 3885) — народная баллада шотландского происхождения. Фрэнсис Джеймс Чайлд в своём собрании приводит два её варианта, более ранний из которых взят из рукописи 1800 года, добавив в приложении народную песню «The Lowlands of Holland», опубликованную Дэвидом Хёрдом в 1776 году и имеющую определённое сходство с начальными строфами баллады.

## Сюжет
Рассказчик повествует, как, прогуливаясь, услышал женские стенания. Девушка оплакивает своего единственного возлюбленного, который был вынужден отправиться в далёкие края (Bonny Bee Hom или Bahome), и даёт обет ждать его семь лет (в другой версии — пока тот не вернётся домой). Юноша, однако, ещё не уехал и находится поблизости, поэтому всё слышит. Он призывает её не грустить, однако тем не менее, связанный клятвой, не может остаться. Она даёт ему кольцо с камнем, которое будет хранить его от ран (по другой версии эту функцию берёт на себя золотая цепь), а камень потускнеет, если девушка его разлюбит, изменит ему или умрёт. Юноша уплывает за море, а когда проходит 12 месяцев (в другом варианте меньше), замечает, что камень потемнел. Он раздаёт всё свое имущество нуждающимся и умирает.
Аналогичные клятвы верности встречаются в балладах «Clerk Saunders» (Child 69) и «Lord Livingston» (Child 262). Магическое кольцо, которое защищает своего владельца и сообщает ему информацию о любимой, также фигурирует в балладе «Hind Horn» (Child 17). В целом мотив предмета, который разоблачает неверность, широко распространён в западноевропейском фольклоре. Он присутствует в романсе «Floris and Blancheflour» и в балладе с таким же сюжетом «Blancheflour and Jellyflorice» (Child 300). Фабула баллады«The Boy and the Mantle» (Child 29) целиком строится вокруг трёх таких вещей. Персонаж Мабиногиона Мат, сын Матонви использует свою палочку, чтобы удостовериться в невинности племянницы; в бретонском лэ XII века «Lai du Cor» фигурирует магический рог для питья и т.д.